# Tetraria fourcadei
Tetraria fourcadei là loài thực vật có hoa trong họ Cói. Loài này được Turrill & Schönland miêu tả khoa học đầu tiên năm 1925.